# Trans Misja
Trans Misja – czwarty album studyjny polskiej piosenkarki Reni Jusis, o charakterze elektronicznym i popowym. Autorem większości utworów jest Reni Jusis oraz Michał Przytuła. Twórcami angielskojęzycznych piosenek (Let`s Play Pink Ping-Pong, It's Not Enough, Not Real) są m.in. S. Magassouba i M. Demucha. Album został wydany zarówno na płycie CD Audio jak i kasecie magnetofonowej. Stylem płyta nawiązuje do electropopowych utworów z lat 70. i 80. Singlami z płyty zostały utwory: Kiedyś cię znajdę (znalazł się na ścieżkach do wielu filmów, m.in. w kasowym przeboju z Danutą Stenką w roli głównej - Nigdy w życiu!), Ostatni raz, It's Not Enough (promował markę Top Secret).
Trzy lata po wydaniu albumu w 2006 ukazała się na rynku edycja specjalna zawierająca wszystkie dotychczasowe płyty Reni wraz z teledyskami w jednym boksie.
Album okazał się wielkim sukcesem komercyjnym i powrotem Reni na scenę muzyczną po słabo przyjętym albumie Elektrenika. Z Trans Misji pochodzą trzy wielkie przeboje, z Kiedyś cię znajdę na czele (dwa tygodnie na szczycie listy Programu III Polskiego Radia). Dzięki tej piosence Reni Jusis wróciła na listę najpopularniejszych piosenkarek w Polsce, a Kiedyś cię znajdę obok Zakręconej należy do największych przebojów wokalistki.
Album dotarł do 4. miejsca polskiej listy przebojów – OLiS.

## Lista utworów
Opracowano na podstawie materiału źródłowego.
1. "Wynurzam się" (sł. i muz. Reni Jusis) – 9:05
2. "Kiedyś cię znajdę" (sł. i muz. Reni Jusis) – 5:43
3. "Raczej inaczej" (sł. i muz. Reni Jusis) – 5:27
4. "Let's Play Pink Ping Pong" (sł. Reni Jusis, Sebastian Mavin Magassouba, muz. Reni Jusis) – 3:49
5. "Ostatni raz (nim zniknę)" (sł. i muz. Reni Jusis) – 4:56
6. "Kto pokocha?" (sł. i muz. Reni Jusis) – 5:09
7. "It's Not Enough" (sł. Reni Jusis, Sebastian Mavin Magassouba, muz. Reni Jusis) – 4:06
8. "Jeśli zostaniesz..." (sł. i muz. Reni Jusis) – 5:45
9. "W zwolnionym tempie" (sł. i muz. Reni Jusis) – 5:26
10. "Not Real (Cyber Girl Nr 6)" (gościnnie: Virginia Memeteau, sł. Gabriela Kulka, Mirosław Demucha, Reni Jusis, muz. Reni Jusis) – 5:20
11. "Trans misja" (sł. i muz. Reni Jusis) – 5:52

## Twórcy
Opracowano na podstawie materiału źródłowego.
- Michał "Fox" Król - instrumenty klawiszowe
- Peter Maunu – gitara
- Michał Przytuła - realizacja nagrań, miksowanie, mastering, instrumenty klawiszowe
- Bogusz JR - sampler, scratche
- Reni Jusis – śpiew, aranżacje, produkcja muzyczna, instrumenty klawiszowe